# Eucyclops bathanalicola
Eucyclops bathanalicola – gatunek widłonoga z rodziny Cyclopidae. Opisali go w 2006 roku hydrobiolodzy Geoffrey Allan Boxshall i Ellen Strong. Jest on pasożytem ślimaka Bathanalia straeleni endemicznego dla afrykańskiego jeziora Tanganika. 